# Cañedo (Cantabria)
Cañedo es una localidad del municipio de Soba (Cantabria, España). En el año 2008 contaba con una población de 39 habitantes (INE). La localidad se encuentra a 560 metros de altitud sobre el nivel del mar, y a 5,1 kilómetros de la capital municipal, Veguilla.
Consta de dos barrios, el Barrio de Arriba y el Barrio de Abajo, estando en este último concentrada la mayoría de la población del pueblo. Sus habitantes se dedican en su mayoría a la ganadería.
Se supone que la familia Cañedo muy importante en México es oriunda de este pueblo.[cita requerida]